# Aloran
Aloran ist eine philippinische Stadtgemeinde in der Provinz Misamis Occidental. Sie hat 27.625 Einwohner (Zensus 1. August 2015).

## Baranggays
Aloran ist politisch in 38 Baranggays unterteilt.
| - Balintonga - Banisilon - Burgos - Calube - Caputol - Casusan - Conat - Culpan - Dalisay - Dullan - Ibabao - Tubod (Juan Bacayo) - Labo | - Lawa-an - Lobogon - Lumbayao - Makawa - Manamong - Matipaz - Maular - Mitazan - Mohon - Monterico - Nabuna - Palayan - Pelong | - Ospital (Pob.) - Roxas - San Pedro - Santa Ana - Sinampongan - Taguanao - Tawi-tawi - Toril - Tuburan - Zamora - Macubon (Sina-ad) - Tugaya |